# Науруанський англійський піджин
Науруанський англійський піджин — піджин на основі англійської мови. Поширився на початку XX сторіччя на Науру; виник як засіб комунікації між корінними жителями Науру й іноземними робітниками. 

## Походження
Джерела походження Науруанського піджину беруть початок від 1908 року, коли на Науру добувалися фосфорити й на острів прибувало багато іноземних робітників. Робітники на Науру приїжджали з Китаю, Каролінських островів, Маршаллових островів, а згодом з англійської колонії Островів Гілберта й Елліс (нині — Кірибаті й Тувалу). Сіґел, Рапатахана й Бансе вважають, що науруанський англійський піджин є результатом змішування англійського китайського піджину й меланезійського піджину. У 80-х роках XX сторіччя Джефф Зіґелем вивчив і дав назву науруанському англійському піджинові.

## Сучасний стан
Науруанський англійський піджин донині використовує населення походження на Науру, особливо китайські торговці, одначе поступово його витісняє англійська мова.